# Левангур
Левангур — река в России, протекает в Шарангском районе Нижегородской области. Устье реки находится в 188 км по левому берегу реки Усты. Длина реки составляет 14 км.
Исток реки находится в лесах в 9 км к северо-западу от посёлка Шаранга. Река течёт на северо-восток, в нижнем течении близ реки деревни Заречный и Чалпайки. Впадает в Усту напротив деревни Большое Устинское.

## Данные водного реестра
По данным государственного водного реестра России относится к Верхневолжскому бассейновому округу, водохозяйственный участок реки — Ветлуга от города Ветлуга и до устья, речной подбассейн реки — Волга от впадения Оки до Куйбышевского водохранилища (без бассейна Суры). Речной бассейн реки — (Верхняя) Волга до Куйбышевского водохранилища (без бассейна Оки).
Код объекта в государственном водном реестре — 08010400212110000043106.